# Directiva Bolkestein

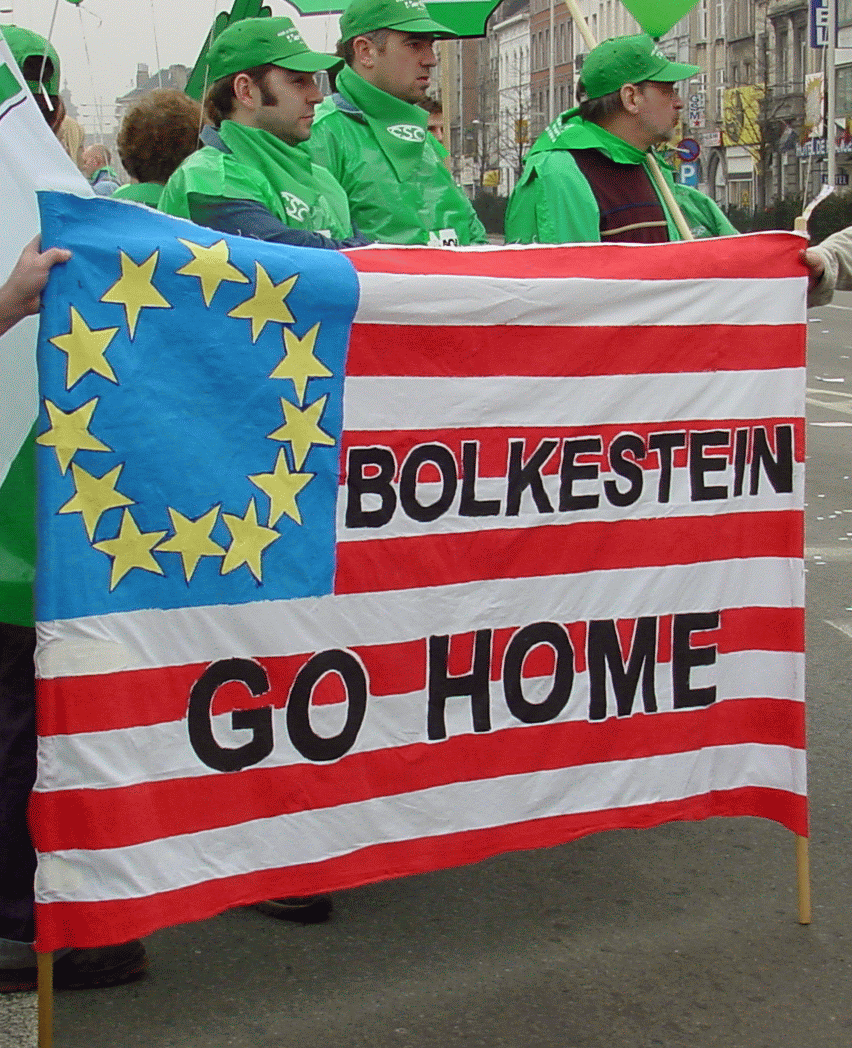
Protesta en contra de la Directiva Bolkestein.

Se conoce como Directiva Bolkestein de directiva del Parlamento Europeo y del Consejo de la Unión Europea relativa a los servicios en el Mercado interno, presentada por la Comisión Europea en febrero de 2004 y aprobada finalmente en noviembre de 2006, entrando en vigor el 28 de diciembre de 2009 (Directiva 123/2006/CE). También se conoce como Directiva de Servicios.
Pretende favorecer la libertad de establecimiento y la libre circulación de servicios entre los Estados miembros de la Unión Europea.
La propuesta de directiva se basa en los artículos 47.2 y 55 del Tratado de la Comunidad Europea. El procedimiento legislativo aplicado es la codecisión. Frits Bolkestein, comisario europeo para el mercado interno durante la presidencia de Romano Prodi, propuso y defendió esta directiva, a la que, por simplicidad, suele hacerse referencia con su nombre. 
El proceso de aprobación de la directiva se vio interrumpido debido a las fuertes polémicas en torno a su contenido; en particular se acusó a la directiva de ser una prueba de la deriva neoliberal que, según la izquierda, los Verdes y algunas formaciones sociales, está adoptando la Unión Europea. La encendida discusión sobre la directiva se ha reflejado también en otros campos: se la ha acusado de ser una de las causas del desinterés de la ciudadanía con respecto a las instituciones europeas, y se la considera una de las razones de la victoria del 'NO' en el referéndum francés sobre la Constitución Europea.
Sin embargo, la Directiva, actualmente denominada "Directiva de Servicios" incluye una serie de disposiciones para las empresas de servicios y sus usuarios como son la simplificación de procedimientos y trámites para el acceso y ejercicio de una actividad de servicios y un sistema de cooperación administrativa entre las autoridades competentes de los Estados miembros.

## Objetivos de la directiva
En opinión de la Comisión Europea, que en julio de 2002 presentó un informe sobre el estado del mercado interno de servicios, la integración de dicho mercado se encuentra muy alejada de disfrutar plenamente el potencial del crecimiento económico. La directiva Bolkestein pretende liberalizar la circulación de servicios dentro de la Unión Europea, ya que los servicios representan el 70% del empleo en Europa, y su liberalización, en opinión de algunos economistas, aumentaría el empleo y el PIB de la Unión Europea. La directiva Bolkestein se inserta en el contexto de neoliberalización de la Agenda de Lisboa.
La directiva no pretende establecer una disciplina específica en el amplio sector de los servicios: se propone como una directiva-marco, estableciendo pocas reglas de carácter muy general, y deja a los Estados miembros la decisión sobre cómo aplicar sus principios. El principio general en que la directiva se inspira es el ejemplificado por la Corte de Justicia de las Comunidades Europeas en la famosa sentencia Cassis de Dijon de 1979, relativa a la libre circulación de bienes. La Corte había sostenido que si un bien es producido y comercializado en un estado europeo, los otros Estados miembros no tienen derecho a limitar su circulación. Se trata de un principio de confianza mutua, que permitió eliminar de golpe múltiples pequeñas diferencias de regulación que limitaban el progreso del mercado interno. La directiva Bolkestein pretende alcanzar un objetivo similar en el sector servicios.
La directiva no contempla algunos ámbitos ya regulados en otros elementos de normativa comunitaria: los servicios financieros, las redes de comunicaciones electrónicas, los servicios de transporte y el sector fiscal.

## Contenido de la propuesta original
La directiva se organiza en tres ámbitos, concernientes a la eliminación de obstáculos a la libertad de establecimiento, la eliminación de obstáculos a la libre circulación de servicios y, por fin, a la instauración de la confianza mutua entre los Estados miembros.

### Libertad de establecimiento
La directiva Bolkestein pretende simplificar los procedimientos administrativos, eliminar el exceso de burocracia y, sobre todo, evitar las discriminaciones basadas en la nacionalidad de aquellos que intentan establecerse en otro país europeo para prestar servicios. Para alcanzar estos objetivos propone la creación de "ventanillas únicas" donde los prestadores de servicios puedan llevar a término todas las formalidades necesarias, la posibilidad de completar estos procedimientos por medio de Internet, la eliminación de requisitos burocráticos inútiles, autorizaciones discriminatorias y discriminaciones basadas en la nacionalidad.

### Libre circulación de servicios
La libre circulación de servicios se diferencia de la libertad de establecimiento porque trata los casos de quien se muda temporalmente de un país a otro con el objetivo de prestar un servicio limitadamente en el tiempo. En estos casos la Directiva habilita a eximir al prestador de algunos de los trámites que se exigen en el caso del establecimiento.
La libre circulación se distingue claramente de la libertad de establecimiento en que esta última conlleva la realización de una actividad económica a través de un establecimiento fijo y por un período indeterminado. Por el contrario la libre circulación de servicios se define por la ausencia de una participación estable y continua en la vida económica del estado miembro anfitrión. La distinción puede no ser tan clara en muchos casos, y habrá que atender tanto a la duración, como a la regularidad, periodicidad y continuidad en la prestación de servicios. En definitiva, el establecimiento requiere la integración en la economía del estado de que se trate, lo que normalmente lleva conexa la adquisición de una clientela a partir de un domicilio profesional estable. 

#### El principio del país de origen
La directiva proponía el principio del país de origen, según el cual el prestador de servicios que se muda a otro país europeo debe atenerse a la legislación de su país de origen. El objetivo sería animar a las entidades prestatarias de servicios a mudarse sin tener que informarse sobre 27 legislaciones nacionales diferentes.
El principio del país de origen se centra principalmente en aspectos legales relativos a diplomas, regulaciones, necesidad de autorizaciones particulares, etc. En cuanto al Derecho Laboral, regulado por la directiva 96/71/CE, quedan excluidos del principio del país de origen las normas relativas al salario mínimo; a la salud, higiene y seguridad; a los derechos de mujeres gestantes y a la maternidad; los derechos de niños y jóvenes; las consideraciones de paridad en el tratamiento a hombres y mujeres, y las vacaciones pagadas. Pero quedan sujetas a este principio otras normativas fundamentales como el Derecho de huelga, las condiciones de contratación y despido y las contribuciones de la Seguridad Social.
Existen también otras excepciones generales al principio del país de origen, especialmente en materias reguladas a partir de otras normas europeas, entre las cuales destacan las siguientes: los servicios postales; la distribución de energía eléctrica, gas y agua; las cualificaciones profesionales; los derechos de autor; las razones de orden público salud y seguridad.
Existen otras excepciones transitorias al principio del país de origen: el transporte de capital financiero, los juegos de azar y la recuperación judicial de créditos.
En casos excepcionales, un estado puede aplicar excepciones para casos individuales al principio del país de origen. Esto es aplicable particularmente en el ejercicio de profesiones sanitarias y en la tutela del orden público.

### Confianza recíproca entre estados
La directiva promueve la armonización de las legislaciones de los países miembros en ámbitos tales como la tutela de los consumidores, los seguros profesionales y la resolución de disputas; promueve también la colaboración entre las diversas autoridades nacionales y la creación de códigos de conducta.

## Polémica sobre la directiva
El principio del país de origen provocó serias preocupaciones y desató desde el inicio numerosas críticas: su introducción podría causar dumping social, es decir, estimular una competición en la reducción de tutelas sociales, derechos laborales y niveles retributivos.

### El "fontanero polaco"
El temor a que la escasísima protección social de los nuevos Estados miembros provocase un deterioro de los derechos laborales en los antiguos Estados miembros fue ilustrado en Francia con la figura del "fontanero polaco", usada por primera vez por Philippe de Villiers y por los opositores a la Constitución Europea como símbolo del temor a la llegada de trabajadores mal pagados de Europa del Este que competirían deslealmente con los trabajadores nacionales.
Este temor se concretó en un caso real en Suecia, donde no existe ley alguna sobre el salario mínimo, sino que este se acuerda por concertación entre los sindicatos y las asociaciones patronales. Una empresa letona, que había ganado un concurso de construcción en la ciudad sueca de Vaxholm, a la luz de la directiva 96/71/CE se consideró libre de aplicar a sus trabajadores el salario letón. Este caso y otras situaciones análogas hicieron aumentar la preocupación por la existencia de demasiadas zonas grises en la legislación propuesta, que habrían llevado a una competición en la reducción de derechos sociales. Preocupaciones similares se expresaron en lo referente a la tutela del medio ambiente y de los consumidores.

## Las modificaciones del Parlamento
Para responder a los extendidos temores sobre la directiva, el Partido Popular Europeo y el Partido Socialista Europeo (los dos principales grupos del Parlamento Europeo) alcanzaron un acuerdo sobre un texto de compromiso que elimina por completo el principio del país de origen, e incluye numerosas excepciones y protecciones para evitar una reducción de los derechos laborales y las tutelas sociales. El texto de compromiso, adoptado por el Parlamento Europeo en sesión plenaria el 16 de febrero de 2006, suele ser referenciado con el nombre de la relatora socialdemócrata alemana Evelyne Gebhardt.
La propuesta inicial de enmienda a la totalidad del Partido Verde Europeo y del Partido de la Izquierda Europea fue rechazada por 486 votos en contra y 153 votos a favor. El texto de compromiso fue aprobado con 391 votos a favor, 213 en contra y 34 abstenciones. Votaron a favor gran parte de los miembros del grupo popular, de los liberales y del grupo socialista, con la excepción de los socialistas franceses. Votaron en contra la mayoría de representantes de la Izquierda Europea, de los Verdes, Independencia y Democracia y la Unión por la Europa de las Naciones. 
El nuevo texto distingue el acceso a los mercados europeos, que debe ser lo más libre y desregulado posible, del ejercicio de las actividades de servicios, que debe seguir las normas del país de destino, para no interferir con los equilibrios de los mercados locales. Se explicitan numerosas excepciones no exentas de ambigüedad, como la exclusión de servicios de interés general prestados por el Estado, mientras que se hace referencia a sectores ya privatizados y no tiene en cuenta la privatización o la abolición de monopolios. Aparte de las exclusiones de los servicios de interés general (aquellos prestados por el Estado en el ámbito de su política social), se añade la posibilidad de excluir algunos servicios de interés económico general. También cambia la obligación de control sobre las prestaciones temporales de servicios, que en la versión original era atribuida al estado de origen; en la versión definitiva el estado de destino es el responsable de garantizar el respeto a la legislación y normativa nacionales.
El compromiso recibió también la aprobación de la Confederación Europea de Sindicatos. Se puede decir que la versión final ha satisfecho a la mayoría de los que veían en la versión inicial demasiadas carencias en el ámbito de los derechos sociales y laborales. Aún existen manifestaciones de descontento con la directiva aprobada, en general agrupadas en dos categorías: la de aquellos que esperaban una directiva más liberal y opinan que las ventajas económicas de la misma se verán gravemente limitadas, llegando a hablar de una ocasión perdida para Europa; y la de aquellos que no comparten el principio de la limitación del poder de los estados.
El texto enmendado por el Parlamento retorna ahora a examen por parte de la Comisión Europea y del Consejo de la Unión Europea, que deberán pronunciarse sobre su contenido, tal como prevé el procedimiento legislativo de codecisión.